# گاردنر جیمز
گاردنر جیمز (انگلیسی: Gardner James؛ ۱۶ مارس ۱۹۰۳ – ۲۳ ژوئن ۱۹۵۳) بازیگر اهل ایالات متحده آمریکا بود.
از فیلم‌هایی که وی در آن‌ها نقش داشته‌است، می‌توان به فرشته سپید، کاپیتان بلاد، پرواز شناسایی و ورای رنگین‌کمان اشاره نمود.